# بن کلارک (بازیکن فوتبال، زاده ۱۹۸۳)
بن کلارک (انگلیسی: Ben Clark؛ زادهٔ ۲۴ ژانویهٔ ۱۹۸۳) بازیکن فوتبال اهل بریتانیا است.
از باشگاه‌هایی که در آن بازی کرده‌است می‌توان به باشگاه فوتبال منچستر یونایتد، باشگاه فوتبال هارتل پول یونایتد، باشگاه فوتبال ساندرلند، و باشگاه فوتبال گیتزهد اشاره کرد.